# Zonă umedă
Zonele umede sunt suprafețe acoperite, permanent sau temporar de ape puțin adânci.
Conform Convenției Zonelor Umede (Convenția Ramsar) din 1971, o zonă umedă:
- Este o apă stătătoare sau o apă curgătoare, asemănătoare unui râu;
- Se poate localiza în zona costieră sau în interiorul continentului, în zone montane sau de câmpie;
- Este o zonă naturală sau antropică;
- Poate avea apă dulce, sărată (inclusiv întinderi de apă marină a căror adâncime la reflux nu depășește 6 m[2]) sau salmastră, acidă sau alcalină;
- Poate fi o mlaștină, un lac, un râu, o oază, o vale inundabilă, o luncă, o pădure de mangrove, o plajă nisipoasă, un recif de corali, un estuar etc. sau o turbărie de ape naturale sau artificiale cu adâncime mai mică de 2 m, permanentă sau temporară[3].

În general, aceste zone umede se găsesc la limita dintre ecosistemele acvatice și ecosistemele terestre și sunt influențate de factori diferiți și complecși. În aceste zone apa este prezentă aproape permanent, și de aceea proprietățile solurilor din aceste zone se diferențiază de cele ale uscatului propriu-zis. În aceste soluri pot supraviețui doar plantele hidrofite care sunt adaptate unui mediu unde apa este prezentă în zona rădăcinii, permanent sau pentru perioade mari de timp. Saturarea cu apă a solului duce la realizarea unui set de condiții fizico-chimice care imprimă caracteristici specifice biocenozelor locale.